# Filtrazione dinamica

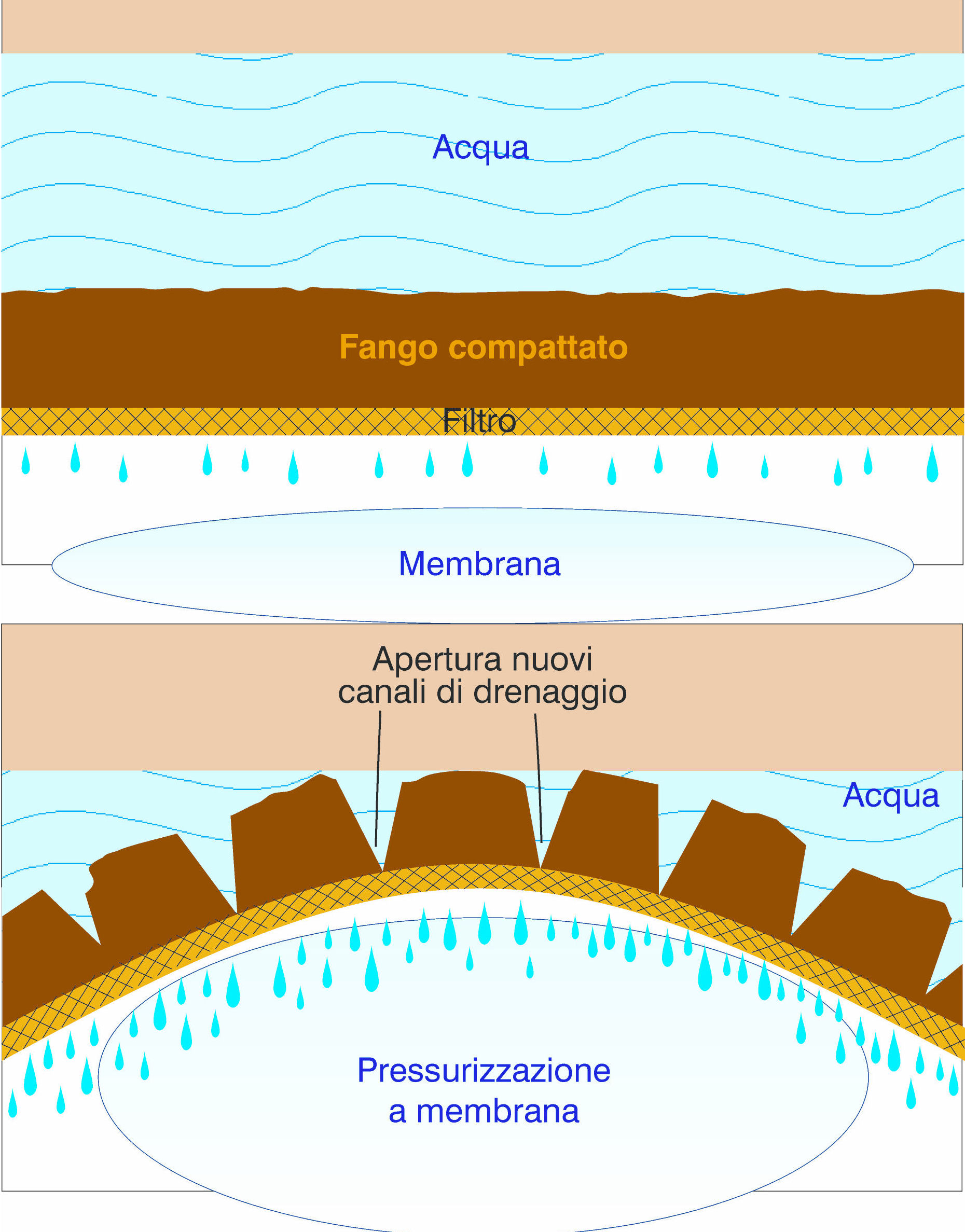
Dimostrazione del lavoro on/off della membrana ad ampia dilatazione.

La filtrazione dinamica è un sistema di filtrazione di acqua e fango, applicabile nel settore ambientale, che differisce dai sistemi di filtrazione statica per il movimento della tela filtrante. 
Scoperta negli anni '80, questa tecnica è oggi utilizzata per incrementare le prestazioni dei sistemi di filtrazione migliorando la resa dell'intero processo. 
Grazie al movimento della tela filtrante alla base del pannello di materiale sedimentato, si creano fessurazioni nello strato fangoso che garantiscono la miglior filtrazione del materiale liquido.   

## La filtrazione statica
Comunemente, nel settore del trattamento delle acque reflue e nei processi di produzione,  con il termine filtrazione si intende la separazione solido-liquido effettuata attraverso l'utilizzo di una tela filtro.
Si pensa che qualsiasi soluzione liquida contenente un particolato solido possa essere filtrata grazie al passaggio attraverso una tela filtrante, producendo da un lato un pannello di materiale solido di spessore variabile e dall'altra un liquido filtrato.

### Le difficoltà della filtrazione statica
Purtroppo però nella maggior parte dei casi, la filtrazione è complessa. 
La tela filtrante, bagnandosi e venendo a contatto con il particolato solido, si sporca e la sua efficienza si riduce. In questo caso l'intero processo di filtrazione viene ostacolato.
Inoltre durante la filtrazione, il materiale solido filtrato si stratifica sulla tela dando luogo alla formazione di un pannello: all'aumentare dello spessore del pannello, si riduce la velocità di filtrazione e il processo diventa più difficoltoso.  

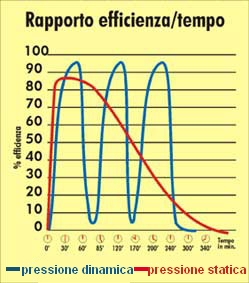
La filtrazione dinamica permette di ottenere il miglior risultato in sostanza secca in minor tempo rispetto alla filtrazione statica.

### L'aumento della filtrabilità
Al fine di ridurre il rischio di sporcare la tela filtro, è necessario verificare la filtrabilità del refluo prima di iniziare il processo di filtrazione. 
In caso di filtrabilità ridotta, bisogna intervenire con specifici trattamenti atti a migliorarla: l'intervento più comune prende il nome di flocculazione e consiste nella miscelazione del materiale da filtrare con uno speciale polimero per garantire la formazione di macromolecole tramite legami elettrostatici.

## Il passaggio dalla filtrazione statica alla filtrazione dinamica
All'inizio degli anni '80, Vincenzo Di Leo effettuò alcune prove di filtrazione e notò che muovendo la tela filtro alla base del pannello solido, la velocità di filtrazione aumentava: osservò che più era ampio il movimento più aumentava l'efficienza del processo.
Si ebbe quindi il passaggio da una filtrazione con tela statica ad una filtrazione con tela filtro movimentata, una filtrazione dinamica.
Per movimentare la tela filtro, si possono utilizzare diverse tecniche; attualmente quella più diffusa è l'utilizzo di membrane espandibili con l'insufflaggio di aria compressa e/o acqua. 

## L'innovazione

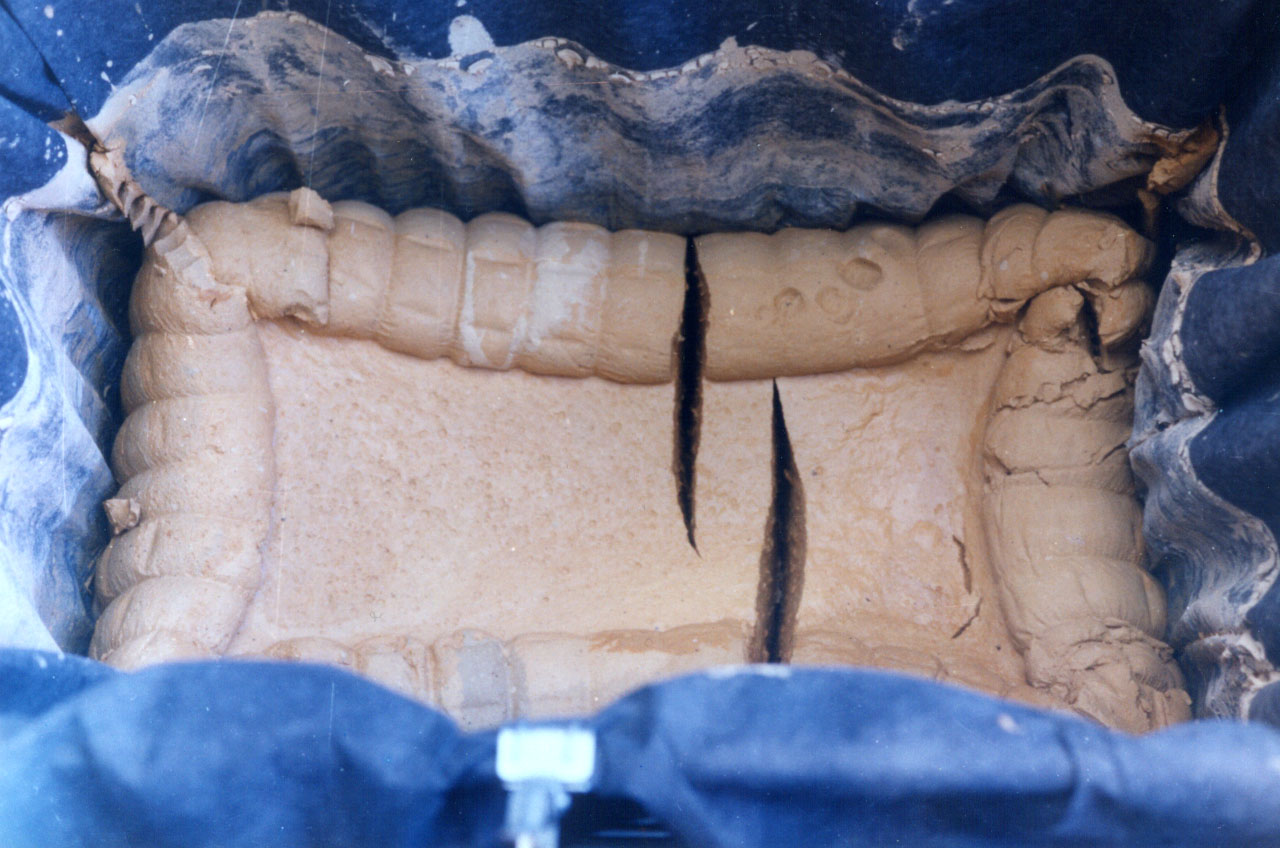
In evidenza l'apertura del pannello che corrisponde ai canali aperti dalle membrane.

Quando il pannello di materiale disidratato viene fessurato tramite il movimento della tela filtrante, rilascia l'acqua intrappolata al suo interno e in tutto lo spessore del pannello. 
Il vantaggio è la riduzione del tempo impiegato per il processo di filtrazione e la creazione di un pannello solido più asciutto. 
Il movimento della tela filtro permette inoltre di lavorare con spessori del pannello maggiori rispetto a quanto si riesca a fare con la filtrazione statica.
Con lo studio del processo di filtrazione dinamica si scoprì anche che il movimento della tela crea un temporaneo scollamento del pannello solido che facilita la filtrazione  attraverso un meccanismo di auto pulizia.

## Applicazioni
La tecnica della filtrazione dinamica è applicabile sia alla disidratazione a gravità sia a quella a pressione.
I settori d'impiego sono:
- la disidratazione dei reflui provenienti dal trattamento delle acque reflue
- la separazione solido/liquido nei cicli produttivi (come la produzione di pigmenti)